# Return of Sabata
Return of Sabata (tal. È tornato Sabata ... hai chiuso un'altra volta) je talijanski špageti vestern iz 1971. godine, kojeg je režirao Gianfranco Parolini. Ovo je treći a ujedno i posljednji film iz Parolinijeve Sabata trilogije, u kojem se u ulozi glavnog junaka ponovno pojavljuje Lee Van Cleef, glumac koji je istog lika tumačio i u prvom filmu iz prethodno spomenute trilogije.

## Radnja
Sabata, bivši časnik konfederacijske vojske i brzopotezni revolveraš, sada radi u putujućem cirkusu kao veliki strijelac. Tijekom rada u cirkusu, Sabata dolazi u mali teksaški grad u kojem, njemu nekada podređeni a sada već bivši časnik iz vojske vodi prevarantski kasino. No, da stvari budu još zanimljivije prethodno spomenuti čovjek Sabati duguje određenu svotu novca. Nadalje, treba napomenuti i kako upravitelj cirkusa nestaje zajedno sa svim financijskim sredstvima, što prisiljava Sabatu na ostanak u gradu, kao i na to da pokuša naplatiti dug iz prošlosti. Međutim, prilikom svog boravka u gradu, Sabata dolazi u sukob s velikim gradskim zemljoposjednikom, McIntockom, koji nameće velike poreze na kockanje, piće i prostituciju.

## Glavne uloge
- Lee Van Cleef kao Sabata
- Reiner Schöne kao Clyde
- Giampiero Albertini kao Joe McIntock
- Ignazio Spallat kao Bronco
- Annabella Incontrera kao Maggie
- Jacqueline Alexandre kao Jackie McIntock

## Također pogledajte
- Sabata
- Adios, Sabata

## Vanjske poveznice
- Return of Sabata u internetskoj bazi filmova IMDb-a
- Return of Sabata  Arhivirana inačica izvorne stranice od 6. ožujka 2021. (Wayback Machine) na All Movie Guide